# Filippo II di Hanau-Münzenberg
Filippo II di Hanau-Münzenberg (17 agosto 1501 – 28 marzo 1529) fu Conte di Hanau-Münzenberg.

## Biografia
Filippo II era figlio del conte Reinardo IV di Hanau-Münzenberg e di sua moglie, la contessa Caterina di Schwarzburg-Blankenburg. Alla prematura scomparsa del padre, Filippo venne chiamato a succedergli al trono della contea di Hanau-Münzenberg, a condizione però che egli e suo fratello minore Baldassarre fossero posti entrambi sotto la tutela della madre, così come stabilito dalla commissione imperiale. Assieme alla madre, suo tutore era stato nominato lo zio Giovanni V di Nassau-Dillenburg che, alla morte di Caterina nel 1514, ebbe la sola reggenza sul nipote sino alla propria morte nel 1516. Dal momento che il giovane Filippo II non aveva ancora l'età per governare autonomamente, gli venne affiancato un custode imperiale definito nella persona di Guglielmo I di Nassau-Dillenburg che rimase in tale carica sino al 1521 quando finalmente Filippo fu in grado di prendere ufficialmente il trono per sé.
Sotto il regno di Filippo II, ebbe inizio la riforma protestante, ma inizialmente essa ebbe poco impatto sulla contea che riscontrò solo pochi e sporadici disordini. L'area soffrì invece dal 1525 la rivolta dei contadini che colpì le campagne circostanti e devastò l'Abbazia di Schlüchtern.
Nel 1528 si minacciavano altri attacchi popolari verso la città di Hanau e fu per questo che Filippo II chiamò Albrecht Dürer a progettare le nuove fortificazioni da apportare alle mura cittadine, anche se poi il progetto venne effettivamente diretto da altre persone. I lavori durarono quasi 20 anni e nel contempo venne anche ampliato il castello di Hanau, opera che perdurò sino al 1560.
Filippo si ammalò e morì improvvisamente il giorno di Pasqua del 1529 a soli 28 anni lasciando tre figli e una moglie incinta in procinto di partorire. Il suo funerale ebbe luogo un giorno più tardi nella Chiesa di Santa Maria in Hanau ed il giorno dopo il funerale, sua moglie diede alla luce la figlia Giuliana.

## Famiglia e discendenza
Nel 1523 Filippo II si sposò con Giuliana di Stolberg e da questo matrimonio nacquero cinque figli:
1. Reinardo (10 aprile - 12 aprile 1524)
2. Caterina (26 marzo 1525 - 20 agosto 1581), sposò il conte Giovanni IV di Wied
3. Filippo III di Hanau-Münzenberg (1526 - 1561)
4. Reinardo (8 aprile 1528 - 11 ottobre 1554, Béthune)
5. Giuliana (30 marzo 1529 - 8 luglio 1595), sposò il conte Tommaso di Salm-Kirburg

Dopo la sua morte, la vedova Giuliana si risposò con Guglielmo I di Nassau-Dillenburg col quale ebbe altri dodici figli, tra i quali Guglielmo I d'Orange, capostipite della dinastia degli Orange dei Paesi Bassi.